# Classe Flower (dragamine)
La classe Flower comprendeva cinque sottoclassi di corvette (classificate come sloop-of-war) costruite sotto l'Emergency War Programme per la Royal Navy durante la prima guerra mondiale, tutte con nomi di fiori. Erano popolarmente conosciute come "i confini erbacei", in inglese herbaceous borders, in riferimento umoristico alla nota citazione riferita alla Royal Navy "I migliori bastioni britannici sono i suoi muri di legno" e per un tipo di aiuola dei giardini popolare nel Regno Unito.

## Dragamine di flotta
Le Flower furono progettate per essere costruite in cantieri specializzati in mercantili, per allentare la pressione sui cantieri specializzati in navi da guerra. I tre gruppi iniziali furono i primi dragamine appositamente costruiti, costruiti con un triplo scafo a prua per una protezione aggiuntiva in caso di detonazione accidentale di mine. Quando dopo il 1916 gli attacchi al naviglio mercantile inglese da parte dei sottomarini tedeschi diventarono una seria minaccia, gli esistenti dragamine classe Flower furono trasferiti a compiti di scorta ai convogli e ricevettero cariche di profondità e un cannone 120/40.
- classe Acacia: primo gruppo costruito, nel 1915. 24 navi in due serie di 12, due affondate durante la guerra.
- classe Azalea: 12 navi costruite nel 1915. Leggermente diverse dalle precedenti, due affondate durante la guerra.
- classe Arabis: 36 navi costruite nel 1915 e altre otto per la marina francese. Durante la guerra furono affondate 5 navi britanniche e una francese.

La Gentian e la Myrtle furono entrambe perse nel 1919 per mine nel Baltico.

## Navi civetta (Q ships)
Gli ultimi due gruppi, le unità sottoclasse Aubrietia e Anchusa, furono progettate come navi esca per sottomarini, o Q-ships, con cannoni nascosti a bordo e un'apparenza distintintamente mercantile. Queste navi civetta furono quindi le prime navi costruite appositamente per la lotta antisommergibile e i loro successori furono le corvette antisommergibili della seconda guerra mondiale, la cui ulteriore evoluzione furono le fregate antisommergibile utilizzate tra il 1939 e il 1945 nella battaglia dell'Atlantico.
- classe Aubrietia: 12 navi costruite nel 1916, di cui ne affondarono due.
- classe Anchusa: 28 navi costruite nel 1917, di cui ne affodarono sei.

## Servizio durante le due guerre mondiali
In totale furono costruite 112 unità classe Flower per la Royal Navy e 8 per la marina francese. Di queste 17 britanniche e una francese furono affondate durante la prima guerra mondiale.
Alcune navi della classe servirono come pattugliatori in tutto il mondo negli anni di pace tra le due guerre, ma quasi tutte furono radiate prima della seconda guerra mondiale. Questo permise di avere la maggior parte dei nomi disponibili per essere riutilizzati per le nuove corvette classe Flower.

## Servizio nel dopoguerra
Due unità dell'ultimo gruppo, la sottoclasse Anchusa, la Chrysanthemum e la Saxifrage (rinominata President nel 1922), sopravvissero ad entrambe le guerre per essere poi ormeggiate sul Tamigi per essere usate dalla Royal Naval Reserve per l'addestramento fino al 1988, per un totale di 70 anni di servizio. La Chrysanthemum fu venduta a privati e demolita nel 1995. La President fu venduta e preservata e ora è una delle sole tre navi rimaste ad aver combattuto per la Royal Navy durante la prima guerra mondiale (insieme all'incrociatore leggero HMS Caroline, a Belfast, e al monitore HMS M33, nell'arsenale di Portsmouth).